# Николово (Русенська область)
Нико́лово (болг. Николово) — село в Русенській області Болгарії. Входить до складу общини Русе.

## Населення
За даними перепису населення 2011 року у селі проживали 2942 особи.
Національний склад населення села:
| Національність   | Кількість осіб | Відсоток |
| ---------------- | -------------- | -------- |
| болгари          | 2848           | 98,9%    |
| цигани           | 14             | 0,5%     |
| турки            | 10             | 0,3%     |
| інша             | 4              | 0,1%     |
| не визначились   | 3              | 0,1%     |
| Всього відповіли | 2879           |          |

Розподіл населення за віком у 2011 році:
Динаміка населення: